# Техера, Диего Висенте
Диего Висенте Техе́ра Кальсадо (исп. Diego Vicente Tejera Calzado; 20 ноября 1848, Сантьяго-де-Куба, Куба — 6 ноября 1903, Гавана) — кубинский писатель, поэт, журналист, интеллектуал, революционер и политик. Убежденный сторонник независимости, он также был важным предшественником социалистического движения на Кубе. Также принимал участие в революционных выступлениях в Санто-Доминго, Испании, Пуэрто-Рико, Венесуэле.

## Биография
Он родился 20 ноября 1848 года в городе Сантьяго-де-Куба. Его родителями были Диего Висенте Техера-и-Пилонья и Ассенсьон Кальсадо-и-Портуондо.
В подростковом возрасте он начал учиться на священника, но вскоре отказался от этой стези, так как не чувствовал призвания. В 16 лет он попытался записаться в испанскую армию и отправиться воевать в Доминиканскую Республику, находившуюся тогда под испанской оккупацией. Получив отказ, он порывает с испанскими колониальными властями и начинает распространять в своём городе антиколониальные брошюры.
В 1866 году он отправился в США, а затем в Европу, где за несколько месяцев путешествия проехал Париж, Лондон, Бельгию и Рейн. В сентябре 1868 года, когда в Испании вспыхнула революция против Изабеллы II, Диего отправился в Мадрид. Вскоре после этого он отправился на Пуэрто-Рико, где принял участие в восстании Грито де Ларес. После поражения Диего отправился в изгнание в Венесуэлу вместе с Рамоном Эметерио Бетансесом.
В Каракасе он заканчивает учёбу, а затем сражается против Гусмана Бланко. Раненый и взятый в плен, он вынужден отбыть в изгнание в Барселону. С этого момента начинается его интеллектуальная деятельность. Некоторое время спустя он отправился в Нью-Йорк, где вступил в контакт с кубинскими эмигрантами, но его просьба присоединиться к вооружённой борьбе за независимость в Десятилетней войне на Кубе была отклонена. В итоге оставался в эмиграции в США, где в 1873—1878 годах издавал кубинский журнал «Вердад» («Verdad»).
После окончания войны на Кубе Диего возвращается на родину и сотрудничает с несколькими изданиями. Вскоре он пытается отплыть в Испанию, но его корабль тонет, и ему приходится приземлиться в Нью-Йорке. В этом городе он снова связался с изгнанными борцами за независимость Кубы и встретился с Хосе Марти. В 1883 году он женился в Гаване на молодой женщине по имени Мария Тереса, от которой у него было трое детей: Диего Луис, Асенсьон и Пол Луис.
Между 1888 и 1892 годами он жил в Париже, но приехал на Кубу для открытия театра Терри в городе Сьенфуэгос. Больной, он вернулся в Нью-Йорк в 1894 году. Болезнь помешала ему присоединиться к кубинским патриотам в национально-освободительной войне 1895—1898 годов, хотя встречаются утверждения, что с её началом он сражался в рядах Освободительной армии. Он продолжал свою журналистскую работу в США до конца войны на Кубе (1898), когда вернулся на остров.
Руководствуясь марксистскими идеями, Техера 22 мая 1899 года основал первую Кубинскую социалистическую партию, просуществовшую недолго. Когда она распалась, развернул работу по созданию новой самостоятельной организации трудящихся. В ноябре 1900 года он попытался воссоздать её под названием Народная партия, иногда называемую первой партией трудящихся на Кубе. Он умер от рака горла в Гаване, незадолго до 55-летия.